# Maar Tahroma
Maar Tahroma (tiếng Ả Rập: معرتحرمة) là một ngôi làng Syria nằm ở Kafr Nabl Nahiyah ở huyện Maarrat al-Nu'man, Idlib. Theo Cục Thống kê Trung ương Syria (CBS), Maar Tahroma có dân số 7216 trong cuộc điều tra dân số năm 2004.